# Universidad Municipal de Nueva York
La Universidad Municipal de Nueva York (en inglés: City University of New York, pronunciado /ˈkjuːni/) es un consorcio de 11 universidades, seis community colleges, una escuela de posgrado que otorga doctorados, una escuela de periodismo y una escuela de derecho. 
Más de 450.000 estudiantes de educación adulta, continua, profesional y conducente a un grado están matriculados en los campus ubicados en los cinco distritos de Nueva York.
CUNY es el tercer consorcio universitario de Estados Unidos por el número de estudiantes, solo superado por los sistemas de la Universidad Estatal de Nueva York (SUNY) y la Universidad Estatal de California (Cal State). CUNY y SUNY son sistemas universitarios separados e independientes, aunque ambos son instituciones públicas que reciben financiación del Estado de Nueva York; sin embargo, CUNY es además financiado por la Ciudad de Nueva York.

## Historia
CUNY se creó en 1961 al agruparse el sistema municipal de universidades de Nueva York y añadir una nueva escuela de posgrado. Las instituciones municipales que se fusionaron fueron:
- The Free Academy, fundada en 1847 por  Townsend Harris, y que se convirtió en el City College of New York.
- The Female Normal and High School, fundada en 1870, y que se renombró posteriormente como Normal College primero y como Hunter College en 1914. Hunter College se expandió al Bronx con un campus que luego se independizó como Lehman College.
- Brooklyn College, fundado en 1930.
- Queens College, fundado en 1937.

Los inicios de CUNY datan de la formación de la Free Academy en 1847 por Townsend Harris. La institución fue formada como "una Academia libre con el objetivo de extender los beneficios de la educación gratuitamente a las personas que habían sido alumnos en las escuelas comunes de la ciudad y el condado de Nueva York. Más tarde, la Free Academy se convirtió en el City College of New York, la institución más antigua entre las que componen CUNY. A partir de entonces, se incrementó a siete facultades, cuatro escuelas híbridas, seis universidades comunitarias, así como escuelas de graduados y programas profesionales. 
CUNY ha atendido históricamente a un cuerpo diverso de estudiantes, especialmente a aquellos excluidos o incapaces de pagar universidades privadas. CUNY ofreció una educación libre de costos de matrícula para los pobres, la clase obrera y los inmigrantes de la ciudad de Nueva York hasta 1975, cuando la crisis fiscal de la ciudad forzó a la imposición de una tasa de matrícula. Muchos académicos e intelectuales judíos estudiaron y enseñaron en CUNY en la época posterior a la Segunda Guerra Mundial, cuando las universidades de la Ivy League, tales como la Universidad Yale, discriminaba a los judíos. CUNY ha tenido una reputación de ser "la Harvard del proletariado."
A lo largo de su historia, CUNY y sus facultades, especialmente City College of New York (CCNY), han estado involucradas en varios movimientos políticos. Fue conocido como un semillero de apoyo socialista en el siglo XX. CUNY ha apoyado varias conferencias, como la Conferencia de académicos socialistas.
La tradición de CUNY en favor de la diversidad continúa en la actualidad, con gran cantidad de su cuerpo estudiantil formado por nuevos inmigrantes de la ciudad de Nueva York, procedentes de 171 países.

## Edificios
- CUNY School of Medicine, escuela de medicina.